# Saxessories
Saxessories is een historisch merk van motorfietsen.
Saxelbys Accessories Ltd., Coventry (1923-1924).
Net als McKenzie liet ook dit Britse merk haar motorfietsen bij Hobart in Coventry bouwen. Er werden maar weinig van deze machines met 248 cc Villiers-blok gemaakt.